# Мартынов, Андрей Васильевич
Андре́й Васи́льевич Марты́нов (21 августа 1879 года, Рязань — 29 января 1938 года, Москва) — советский учёный-палеонтолог, энтомолог, доктор биологических наук, профессор, научный сотрудник Палеонтологического института АН СССР, основоположник советской и российской палеоэнтомологии. 

## Биография
Родился 21 августа 1879 года.
- 1888—1896 — учёба в Рязанской мужской гимназии
- 1902 — окончил естественное отделение физико-математического факультета Московского университета, был оставлен в университете, занимался обработкой материалов по фауне ручейников.
- 1909—1915  — участие в Русско-японской войне[3].
- 1909—1915 — работал ассистентом на кафедре зоологии в Варшавском университете, затем в Ростовском университете.
- 1915—1917 — командовал подразделением противовоздушной обороны в Ивангороде и Риге.
- с 1921 года — учёный хранитель в энтомологического отдела Зоологического института, работает в Геологическом музее АН СССР (Ленинград)[1].
- 1923  — женитьба на Ольге Мартыновой[4]
- 1928—1930 — заведовал отделом членистоногих в Геологическом музее, позднее в Палеозоологическом институте.
- 1930—1938 — работал в ПИН АН СССР, зав. Отделом членистоногих (1932—1938). Изучал различные группы ископаемых и современных насекомых (ручейники, веснянки, скорпионницы и другие), их систематику и экологию, а также ракообразных-гаммарид.
- 1933 — присвоена степень доктора биологических наук без защиты и звание профессора[1].
- 1936 — переезд вместе с Палеонтологическим институтом из Ленинграда в Москву.

Палеоэнтомологические работы А. В. Мартынова в 1920-е и 1930-е годы включали открытие и исследование местонахождений ископаемых насекомых, работы по систематике и филогении, изучение фаунистических комплексов насекомых. Им вместе с коллегами, в том числе с такими отечественными исследователями, как М. Д. и Ю. М. Залесские, с 1924 по 1937 год открыто около 50 местонахождений разнообразных фаун ископаемых насекомых (Сояна, Тихие Горы, Чекарда, Шураб, Кизыл-Кия, Ашутас, Кудья, Чон-Туз и другие).
Умер 29 января 1938 года в результате тяжёлой болезни. Похоронен на Новодевичьем кладбище в Москве.

## Труды
Автор более 170 публикации, в том числе более 10 монографий.
- Мартынов А. В. К пониманию жилкования и трахеации крыльев стрекоз и подёнок // Русск. энтомол. обозр. 1924. Т. 18. С. 145—174.
- Мартынов А. В. Лиасовые насекомые Шураба и Кизил-Кии // Труды ПИН, 1937. Т.7. 232 c.
- Мартынов А. В. Пермские ископаемые насекомые Каргалы и их отношения // Труды ПИН, 1937. Т.7. 92 c.
- Мартынов А. В. Местонахождения ископаемых насекомых в пределах СССР (с 2 картами) // Тр. Палеонтол. ин-та Акад. наук СССР. 1938. Т. 7. Вып. 3. С. 7—28.
- Мартынов А. В. Пермские насекомые Архангельской области (б. Северного края). Часть V. Сем. Eutygrammidae и его отношения (с описанием одного нового рода и семейства из Чекарды) (с 5 рис.) // Тр. Палеонтол. ин-та Акад. наук СССР. 1938. Т. 7. Вып. 3. С. 69—80.
- Мартынов А. В. Очерки геологической истории и филогении отрядов насекомых (Pterygota). Часть I. Palaeoptera и Neoptera-Polyneoptera // Тр. Палеонтол. ин-та Акад. наук СССР. 1938. Т. 7. Вып. 4. С. 1—149 c.
- Мартынов А. В. Пермские насекомые Чекарды // Труды ПИН, 1940. Т.11. 62 c.